# Pauson

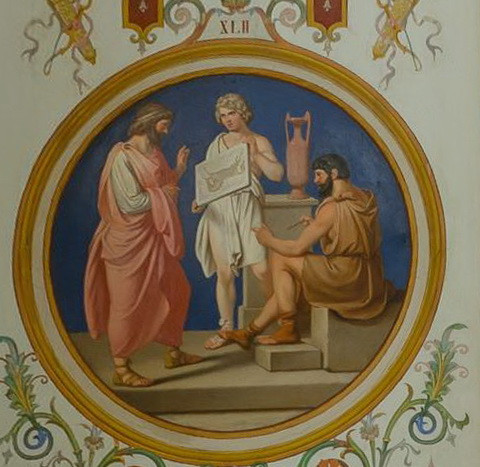

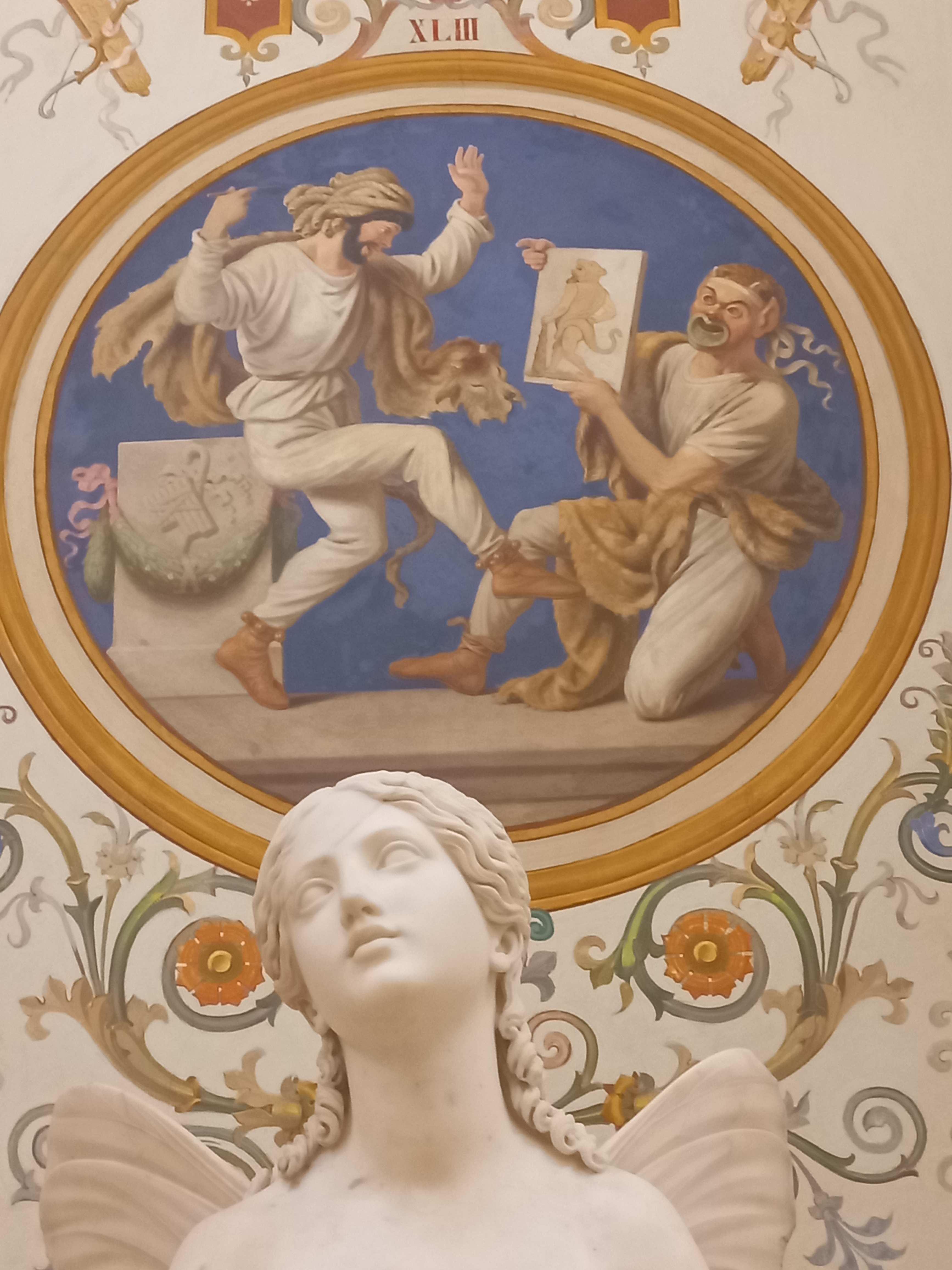

Pauson (altgriechisch Παύσων) war ein antiker griechischer Maler, der wohl aus Athen stammte und in der 2. Hälfte des 5. Jahrhunderts v. Chr. wirkte.
Pauson war ein bereits früh geschmähter und wenig angesehener Maler, dessen wohl einen ironischen Zug tragende Bilder bei seinen Zeitgenossen Irritationen und Ablehnung hervorriefen. Dessen ungeachtet muss er ein sehr produktiver Geist gewesen sein, der ein umfangreiches Werk hinterließ.
Aristophanes nannte ihn einen über alles verdorbenen, schurkischen Maler (Παύσων ὁ παμπόνηρος), einen „Tischgenossen der Armut“, der das orgiastische Fest der Dionysien durch Fasten feierte. Die Gleichsetzung des Pauson bei Aristophanes mit dem Maler ist zwar nur durch die Scholien hergestellt, was wegen der großen zeitlichen Abstände nie ein Beweis für derlei Gleichsetzungen sein kann. Die in die gleiche herabsetzende Richtung gehenden weiteren Äußerungen zu dem Maler Pauson legen die Identifizierung jedoch nahe. Für Aristoteles war Pauson ein Maler, der im Gegensatz zum älteren Polygnot kein Ethos hatte und in seinen Werken hinter der Wirklichkeit zurückblieb. Vor dem Anblick seiner Bilder müsse man die Jugend schützen, um ihre Vorstellungskraft rein und durch das Hässliche ungetrübt zu erhalten.
Pauson muss ein Maler gewesen sein, der seinen eigenen Weg ging, dabei durchaus humoristisch sein Werk und sein Leben betrachtete und eben dadurch provozierte, aber zugleich eine nachhaltige Wirkung entfaltete, die zu einer Auseinandersetzung mit ihm zwang. Nach einer vielfach rezipierten Anekdote malte er für einen Auftraggeber, als er das Gemälde eines sich wälzenden Pferdes anfertigen sollte, ein in Staub eingehülltes, laufendes Pferd. Zur Rede gestellt, drehte er das Bild um, das nun wie gewünscht erschien: Pferd auf dem Rücken, sich im Staub wälzend.
Pauson war kein Sokrates, aber doch ein Kind seiner von Ironie bestimmten Zeit, die nicht zuletzt auch der Nährboden der Alten Komödie war, deren Gespött er selbst wurde. Wie groß die Ablehnung seiner Kunst war, mag das Urteil des Themistios verdeutlichen, der noch im späten 4. Jahrhundert n. Chr. schrieb, dass alle Werke Pausons zusammengenommen nicht den Wert eines einzigen Täfelchens des Zeuxis oder des Apelles hätten.
Da in der Komödie in erster Linie Zeitgenossen verspottet wurden, ergibt sich aus den bekannten Jahren der Komödienaufführungen eine Schaffenszeit für Pauson wenigstens in den Jahren 425 bis 408 v. Chr., also die Zeit des Peloponnesischen Krieges.